# 차림표

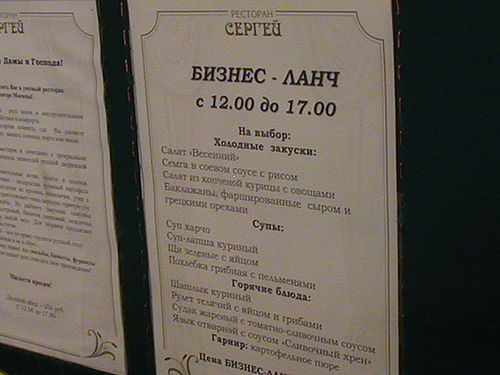
모스크바 어느 식당의 차림표

차림표, 식단(食單) 또는 메뉴(영어: menu)는 음식점에서 택할 식사와 가격이 나열된 표를 말한다.
음식점에서 메뉴는 고객에게 제공되는 음식 및 음료 목록과 가격이다. 메뉴는 고객이 선택할 수 있는 옵션 목록을 제시하는 단품요리일 수도 있고, 미리 설정된 일련의 코스가 제공되는 정식일 수도 있다. 메뉴는 손님에게 제공되는 종이 시트에 인쇄되거나, 시설 내부의 대형 포스터나 디스플레이 보드에 게시되거나, 음식점 외부에 표시되거나, 디지털 화면에 게시될 수 있다. 1990년대 후반부터 일부 음식점에서는 메뉴를 온라인으로 게시했다.
메뉴는 결혼식과 같은, 음식점 이외의 매우 격식을 갖춘 식사의 특징이기도 하다. 19세기와 20세기에는 인쇄된 메뉴가 가정에서 열리는 사회 만찬 파티에 자주 사용되었다. 실제로 이것은 유럽에서 처음 사용되었다.

## 역사
메뉴는 준비된 음식의 목록으로서 중국 송나라 때부터 발견되었다. 당시 대도시에서는 상인들이 저녁 식사를 준비할 시간이나 에너지가 거의 없는 분주한 고객에게 음식을 제공할 수 있는 방법을 발견했다. 다양한 지역의 중국 요리가 다양해짐에 따라 케이터링 업체에서는 고객을 위한 목록이나 메뉴를 만들었다.
수많은 요리 용어와 마찬가지로 "메뉴"라는 단어도 프랑스어에서 유래되었다. 이는 궁극적으로 라틴어 "minutus"(작게 만들어진 것)에서 파생된다.